# Kurt Moeschter
Kurt Moeschter, nemški veslač, * 28. marec 1903,  † 26. junij 1959.
Moeschter je za Weimarsko republiko na Poletnih olimpijskih igrah 1928 nastopil v dvojcu brez krmarja, ki je v Amsterdamu osvojil zlato medaljo. Njegov soveslač takrat je bil Bruno Müller.